# Élections fédérales australiennes de 2022 en Nouvelle-Galles du Sud
 (novembre 2024).
Si vous disposez d'ouvrages ou d'articles de référence ou si vous connaissez des sites web de qualité traitant du thème abordé ici, merci de compléter l'article en donnant les références utiles à sa vérifiabilité et en les liant à la section « Notes et références ».
Les élections fédérales australiennes de 2022 en Nouvelle-Galles du Sud ont eu lieu le 21 mai 2022. Les 47 sièges de l'état à la Chambre des représentants et six des 12 sièges du Sénat étaient en élection.
Au moment des élections, la Nouvelle-Galles du Sud était l'un des deux seuls États où le Parti libéral où le Coalition libéral-national formait un gouvernement au niveau de l'état, l'autre étant la Tasmanie.

## Résultats

### Chambre
| Parti | Parti | Parti | Votes | % | Swing | Sièges | Changement |
| ----- | ----- | ----- | ----- | - | ----- | ------ | ---------- |